# Clusia guatemalensis
Clusia guatemalensis là một loài thực vật có hoa trong họ Bứa. Loài này được Hemsl. mô tả khoa học đầu tiên năm 1878.